# Schizobrissus
Schizobrissus is een geslacht van uitgestorven zee-egels uit de familie Brissidae.

## Soorten
- Schizobrissus damiani Jeannet, 1934 †
- Schizobrissus insignis (Duncan & Sladen, 1883) †
- Schizobrissus jacksoni Lambert & Sánchez Roig, 1949 †
- Schizobrissus kewi Durham, 1961 †
- Schizobrissus siliceus Desio, 1929 †